# فرد نیل
فرد نیل (انگلیسی: Fred Neil؛ ۱۶ مارس ۱۹۳۶ – ۷ ژوئیهٔ ۲۰۰۱) یک موسیقی‌دان اهل ایالات متحده آمریکا بود.